# Trường ca người Việt

Bìa đĩa CD Trường ca Người Việt- Album Nhạc sĩ Minh Châu.jpeg

Trường ca người Việt được Nhạc sĩ Minh Châu viết trong 6 năm (từ 2003 đến 2009) và được phát hành tháng 12/2009. Trường ca này được sáng tác tiếp theo Trường ca Bức tranh non nước đã ra đời trước đó (năm 2003) để hoàn thành bộ đôi Trường ca về đất nước và con người Việt Nam.
Trường ca Người Việt gồm có 5 phần:
- Phần 1-Chàng trai nước Việt.
- Phần 2-Cô gái Việt.
- Phần 3-Duyên Việt.
- Phần 4-Trẻ thơ Việt.
- Phần 5-Hồn Việt.

Bằng ngôn ngữ âm nhạc mang đặc thù của âm nhạc dân tộc, có thể thấy tình cảm nồng nàn từ cội nguồn của người Việt; từ chàng trai, cô gái kết duyên với nhau để cho ra đời những thế hệ trẻ thơ Việt nhằm lưu truyền nòi giống Tiên Rồng đến ngày nay.
Phần 5-Hồn Việt là bài hát chứa đựng những thăng trầm trong đời sống người Việt, ngoài tiếng nói từ sâu thẳm nội tâm của người Việt, phần cuối bài hát còn là lời tưởng niệm sâu sắc tới tất cả những vong linh của người Việt đã nằm xuống sau biết bao sự kiện đau thương của dân tộc; tất cả những thế hệ người Việt đã nằm xuống sẽ hóa thân thành hồn khí linh thiêng để phù hộ cho dân Việt trên con đường đi tới.
Trường ca người Việt và Trường ca Bức tranh non nước là 2 trong số những Trường ca của Nhạc sĩ Minh Châu năm 2011 đã được Tổ chức Kỷ Lục Việt Nam trao Kỷ lục "Nhạc Sĩ Viết Nhiều Trường Ca Nhất".....
...